# Sahand Sahebdivani
Sahand Sahebdivani (Teheran, 18 mei 1980) is een Iraans-Nederlandse verhalenverteller, muzikant en de oprichter van cultureel centrum de Mezrab. Sahebdivani was Verteller van het Jaar 2014 en won de Amsterdam Fringe Gold Award in 2017.

## Levensloop
Na de Iraanse revolutie, vluchte Sahebdivani in 1983 op drie-jarige leeftijd met zijn ouders van Iran naar Nederland. Ze waren oorspronkelijk op weg naar Canada, maar misten hun overstap op Schiphol en kwamen zo in Amsterdam terecht. Als twintiger kreeg hij toevallig de kans om verteller te worden voor het Tropenmuseum, doordat zijn hoed in de tram werd opgemerkt door een andere Iraanse verhalenverteller. Hij raakte gemotiveerd om de Iraanse traditie van muziek en storytelling van zijn ouders voort te zetten, en in 2004 richtte hij daarom de Mezrab op. Dit begon als maandelijkse bijeenkomst in een klein theehuisje, en groeide in tien jaar uit tot een cultureel centrum met een vaste locatie in het voormalige muziekcafe Pakhuis Wilhelmina en met een multidisciplinaire programmering van vijf dagen in de week.
Sahebdivani's carrière als artiest groeide tegelijkertijd met de bekendheid van zijn cultureel centrum. Samen met verschillende verhalenvertellers, acteurs en muzikanten speelt hij voorstellingen op theaterfestivals en podia door het gehele land en in het buitenland. In 2014 werd hij verkozen tot Beste Verhalenverteller van het Jaar. In 2017 won hij samen met Raphael Rodan de Amsterdam Fringe Gold Award met de voorstelling My Father Held a Gun. In 2020 won zijn cultureel centrum de Amsterdamprijs voor de Kunst voor de Beste Prestatie.

## Theatervoorstellingen
Sahebdivani speelde onder andere in de volgende voorstellingen:
- 2012-2015: Kingdom of Fire and Clay [10][11]
- 2016-2017: My Father Held a Gun[3][12]
- 2018: In het Hol van de Leeuw[13]
- 2019: De Ontheemden[14]
- 2020: Sons of Abraham[15]
- 2022: Verhalen van Koning Aap[16][17]
- 2022: Het verre woord [18]
- 2023: Nachtreis[19]